# Maria Nowicka
Maria Nowicka z domu Cyperska (ur. 12 sierpnia 1925 w Żukowie, zm. 6 listopada 1997) – polska hafciarka specjalizująca się w hafcie kaszubskim.

## Życiorys
Urodziła się 12 sierpnia 1925 w Żukowie. Haftem zainteresowała się w wieku szkolnym. W 1950, gdy siostry Jadwiga i Zofia Ptach ponownie organizowały koło hafciarskie w Żukowie, wstąpiła do niego. Razem z siostrami Ptach wyszywała obrusy, a nawet ornaty (trzy ornaty ich autorstwa znajdują się w muzeum w Żukowie). Poznała technikę haftu cieniowanego, stosowanego dawniej przez żukowskie norbertanki i przez pewien czas była jedyną hafciarką w Żukowie, która jej używała.
Po śmierci sióstr Ptach, które przekazały jej swoje zbiory wzorów i motywów, dbała o propagowanie i czystość sztuki haftu żukowskiego. Była instruktorką haftu kaszubskiego na kursach organizowanych w Gdańsku i pobliskich miastach. Udostępniła do druku projekty haftu wykonane według wzorów sióstr Ptach.
Była współautorką 20 strojów (damskich i męskich) dla zespołu "Hopowianie" z Hopowa, wykonywała hafty dla Muzeum Kaszubskiego w Kartuzach. Jej prace znajdują się także w kościołach w Żukowie, Wejherowie i Chwaszczynie.
Za całokształt działalności hafciarskiej została 24 kwietnia 1984 roku wyróżniona odznaką „Zasłużony Działacz Kultury”. Odznaczono ją również Brązowym Krzyżem Zasługi.